# Río San Luis
Der Río San Luis ist ein auf dem Gebiet des Departamento Rocha im Osten Uruguays gelegener Fluss.
Der 110 km lange und viertgrößte Zufluss der Laguna Merín entspringt in der Cuchilla de la Carbonera im Departamento Rocha und durchläuft dieses bis zur Mündung in die Laguna Merín. Der Fluss trägt erst ab der Estancia Campo Alto diesen Namen, oberhalb nennt man den Fluss Arroyo Sarindi. Auf seinem Weg dorthin dient das Wasser des durch zahlreiche Bäche gespeisten Flusses vor allem dem in dieser Region betriebenen Reisanbau. Sein Einzugsgebiet umfasst 2360 m².